# Blatno (district de Chomutov)
Pour les articles homonymes, voir Blatno.
Blatno (en allemand : Platten) est une commune du district de Chomutov, dans la région d'Ústí nad Labem, en République tchèque. Sa population s'élevait à 559 habitants en 2021.

## Géographie
Blatno se trouve à 7 km au nord-ouest de Chomutov, à 52 km au sud-ouest d'Ústí nad Labem et à 91 km au nord-ouest de Prague.
La commune est limitée par Kalek au nord, par Boleboř et Jirkov à l'est, et par Chomutov au sud, et par Křimov au sud-ouest et à l'ouest.

## Histoire
La première mention écrite du village date de 1344.

## Administration
La commune se compose de huit quartiers :
- Blatno
- Bečov
- Hrádečná
- Květnov
- Mezihoří
- Radenov
- Šerchov
- Zákoutí

## Transports
Par la route, Blatno se trouve à 9 km de Chomutov, à 69 km d'Ústí nad Labem et à 100 km de Prague.

## Jumelage
- Weinbach (Allemagne) depuis le 8 avril 2006[6]